# Galina Koukleva
Galina Alekseïvna Koukleva (en russe : Галина Алексеевна Куклева), née le 21 novembre 1972 à Ichimbaï (Bachkirie), est une biathlète russe. Elle est championne olympique du sprint en 1998. Elle a remporté aussi huit autres épreuves de Coupe du monde entre 1995 et 2003, sa dernière année dans l'élite.

## Biographie
En 1990, elle est championne du monde junior.
Pour sa première saison complète en  Coupe du monde en 1994-1995, elle signe son premier podium individuel à Lahti, puis juste après sa première victoire au sprint de Lahti. Aux Championnats du monde 1997, elle monte sur son premier podium dans la compétition avec la médaille de bronze au relais.
Aux Jeux olympiques d'hiver de 1998, à Nagano, elle remporte le titre olympique du sprint, sa plus grande récompense internationale, avec seulement sept dixièmes de seconde d'avance sur Uschi Disl. Ce titre couronne sa meilleure année individuellement, après deux courses à Lillehammer en début de saison. Sur le relais, elle obtient la médaille d'argent avec Olga Melnik, Albina Akhatova et Olga Romasko. 
En 2000, elle effectue une autre saison avec des succès au rendez-vous, puisque après deux victoires en Coupe du monde, elle devient vice-championne du monde de la mass start derrière Liv Grete Skjelbreid et championne du monde de relais.
Aux Jeux olympiques d'hiver de 2002, elle complète sa collection de médailles avec le bronze sur le relais. Individuellement, elle est cinquième et sixième sur le sprint et la poursuite.
Après son troisième titre de championne du monde du relais obtenu en 2003, elle prend sa retraite sportive.Au cours de cette dernière saison elle obtient deux succès en sprint à Osrblie et Ruhpolding, portant son total en Coupe du monde à neuf victoires.

## Palmarès

### Jeux olympiques d'hiver
| Épreuve / Édition      | Individuel | Sprint                         | Poursuite                        | Relais                              |
| ---------------------- | ---------- | ------------------------------ | -------------------------------- | ----------------------------------- |
| JO 1998 Nagano         | 31e        | Médaille d'or, Jeux olympiques | Épreuve inexistante à cette date | Médaille d'argent, Jeux olympiques  |
| JO 2002 Salt Lake City | —          | 6e                             | 5e                               | Médaille de bronze, Jeux olympiques |

Légende :
- : épreuve non olympique.

### Championnats du monde
| Mondiaux \ Épreuve    | Individuel | Sprint | Poursuite                        | Départ en masse                  | Relais                    | Course par équipes               |
| 1995 Antholz          | —          | 34e    | Épreuve inexistante à cette date | Épreuve inexistante à cette date | —                         | 10e                              |
| 1996 Ruhpolding       | —          | 4e     | Épreuve inexistante à cette date | Épreuve inexistante à cette date | 5e                        | 10e                              |
| 1997 Osrblie          | 29e        | 24e    | 14e                              | Épreuve inexistante à cette date | Médaille de bronze, monde | —                                |
| 1999 Kontiolahti Oslo | 17e        | 32e    | 16e                              | 8e                               | Médaille d'argent, monde  | Épreuve inexistante à cette date |
| 2000 Oslo             | —          | 17e    | 9e                               | Médaille d'argent, monde         | Médaille d'or, monde      | Épreuve inexistante à cette date |
| 2001 Pokljuka         | —          | 8e     | 15e                              | 25e                              | Médaille d'or, monde      | Épreuve inexistante à cette date |
| 2003 Khanty-Mansiïsk  | —          | 21e    | 12e                              | 13e                              | Médaille d'or, monde      | Épreuve inexistante à cette date |

Légende :

 : première place, médaille d'or

 : deuxième place, médaille d'argent

 : troisième place, médaille de bronze

 : épreuve inexistante

— : pas de participation à cette épreuve

### Coupe du monde
- Meilleur classement général : 5e en 1998.
- Vainqueur d'un petit globe de cristal : départ en masse (2000).
- 20 podiums individuels : 9 victoires, 6 deuxièmes places et 5 troisièmes places.
- 13 victoires en relais.

#### Détail des victoires individuelles
| Saison / Épreuve | Individuel | Sprint                               | Poursuite   | Mass start | Total |
| 1994-1995        |            | Lillehammer                          |             |            | 1     |
| 1997-1998        |            | Lillehammer Nagano (Jeux olympiques) | Lillehammer | 3          |       |
| 1999-2000        | Hochfilzen | Östersund                            |             | Ruhpolding | 3     |
| 2002-2003        |            | Osrblie Ruhpolding                   |             |            | 2     |
| Total            | 1          | 6                                    | 1           | 1          | 9     |

### Championnats d'Europe
- Médaille d'or du relais en 1996.
- Médaille de bronze de l'individuel en 1996.

## Distinctions
- Ordre de l'Honneur